# Kriegsmarinewerft Wilhelmshaven
O Kriegsmarinewerft Wilhelmshaven foi um estaleiro alemão sediado em Wilhelmshaven, no estado da Prússia. Foi fundado em 1921, inicialmente com o nome de Reichsmarinewerft Wilhelmshaven, no mesmo local do antigo Estaleiro Imperial de Wilhelmshaven, com o primeiro navio construído no novo estaleiro tendo sido o cruzador rápido Emden.
O Partido Nazista assumiu o poder em 1933 e iniciou um processo de rearmamento naval, com o estaleiro sendo expandido e renomeado dois anos depois para Kriegsmarinewerft Wilhelmshaven. Dentre os navios construídos no local destacam-se o cruzador rápido Königsberg, o cruzador pesado Admiral Graf Spee e os couraçados Scharnhorst e Tirpitz.
O estaleiro foi tomado e fechado por tropas canadenses e polonesas em maio de 1945, ao final da Segunda Guerra Mundial. No ano seguinte foi iniciado um processo de desmonte de suas instalações, com a maioria dos edifícios e equipamentos sendo desmontados ou destruídos. Mesmo assim, desde 1957 o local abriga o Arsenal Naval da Marinha Alemã.